# Los Santos de Maimona
Los Santos de Maimona est une commune d’Espagne, dans la province de Badajoz, communauté autonome d'Estrémadure.

## Histoire
Los Santos de Maimona dont le nom médiéval était Villanueva de Los Santos a été un fief appartenant à l'évêché de Badajoz « usurpé » d'après l'évêque par les templiers de la baillie de Jerez de los Caballeros. Le 10 juin 1284, un litige survient entre l'évêché, le Temple et l'ordre de Santiago à propos des différents villages de ce secteur dont trois villages templiers: Olivenza, Táliga et Villanueva de Los Santos. D'autres historiens considèrent Villanueva et Los Santos comme deux lieux distincts et il s'agirait de Villanueva [de Barcarrota] d'après Francisco J. Durán Castellano.